# تورورگاز
تورورگاز (به اسپانیایی: Torreorgaz) یک منطقهٔ مسکونی در اسپانیا است که در استان کاسرس واقع شده‌است. تورورگاز ۳۱ کیلومتر مربع مساحت دارد ۴۲۵ متر بالاتر از سطح دریا واقع شده‌است.